# أفيغدور هاميئيري
أفيغدور هاميئيري (بالعبرية: אביגדור המאירי) (16 سبتمبر 1890 - 3 أبريل 1970) كاتب وشاعر إسرائيلي مجري. أهم كتبه هي مذكراته عن خدمته في الحرب العالمية الأولى في كتابين هما «الجنون العظيم» و«الجحيم على الأرض».
حصل على جائزة إسرائيل في الأدب في عام 1968.

## حياته
وُلِد هاميئيري باسم أفيغدور مناحيم فويرشتاين عام 1890، في قرية أوجافيدهازا القريبة من مدينة موكاجيفا الواقعة في منطقة روثينيا الكارباتية التاريخية في النمسا والمجر. ونشأ مع جده الذي غرس فيه حب اللغة العبرية. وعلى الرغم من أن معظم اليهود المجريين كانوا لا يزالون معادين للصهيونية، إلا أنه بدأ يميل إلى أفكارالصهيونية عندما انتقل إلى بودابست.
وخدم في الجيش النمساوي المجري على الجبهة الشرقية للحرب العالمية الأولى. واعتقله الروس أثناء هجوم بروسيلوف عام 1916، وانضم إلى مجموعة من الكتاب العبريين في أوديسا بعد إطلاق سراحه، وبدعمهم هاجر إلى فلسطين عام 1921، وحارب في حرب الاستقلال عام 1948.
وسجل أحداث خدمته الحربية في مذكراته في كتابين هما «الجنون العظيم» (1929)  و«الجحيم على الأرض» (1932). كتب ألون راشيموف قائلا أن قصص هاميئيري الحربية «تكشف إلى أي درجة يمكن أن تكون عمليات تحديد الهوية اليهودية خاضعة لسياق الأحداث ومثيرة للقلق ومليئة بالميول المتناقضة. إن مدى إدراك هاميئيري لنضالاته فيما يتعلق بمفاهيم» الولاء«و» الوطن«و» الوطنية«... يسلط الضوء على تعقيدات الهوية الجماعية بين يهود هابسبورغ.»  ويرى غيرشون شاكيد أن موقف هاميئيري المناهض للحرب هو موقف متجذر في يهوديته.
نُشر ديوانه الشعري الأول حوالي عام 1912، أثناء إقامته في بودابست. وأصدر أول صحيفة مستقلة لدولة إسرائيل وساعد في تنظيم بنك العمال. وكان هاميئيري أول شاعر حصل على لقب الشاعر الإسرائيلي. تم نشر كتبه بـ 12 لغة.
توفي في إسرائيل في 3 أبريل 1970.

## الجوائز
- جائزة كوغل - من بلدية مدينة حولون - 1962
- جائزة إسرائيل في الأدب - 1968.[7]